# Karl Wagenfeld

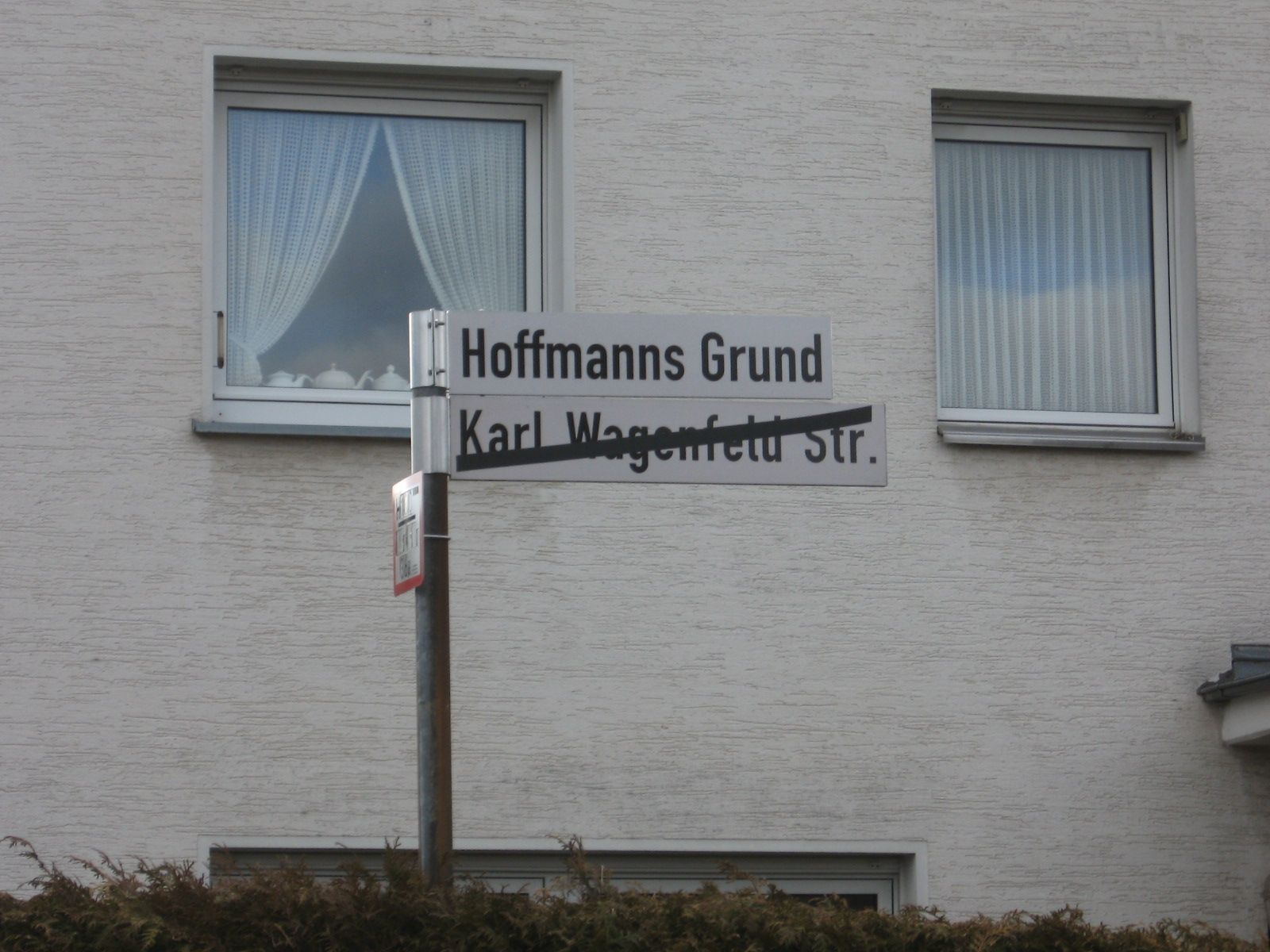
Die frühere Karl-Wagenfeld-Straße in Sundern nach der Umbenennung

Karl Wagenfeld (* 5. April 1869 in Lüdinghausen; † 19. Dezember 1939 in Münster) war ein deutscher Heimatpropagandist, -forscher und -dichter vornehmlich niederdeutscher Sprache und regionaler Vordenker der NS-Rassenideologie.

## Leben
Karl Wagenfeld wurde am 5. April 1869 in Lüdinghausen als Sohn eines Eisenbahnbeamten geboren. Sein Vater wurde bald nach der Geburt des Sohnes nach Drensteinfurt versetzt, wo damals ausschließlich das Plattdeutsche Umgangssprache war, so dass es für Wagenfeld Primärsprache wurde. Nach dem Besuch der Volksschule in Drensteinfurt (1875 bis 1883) entschied er sich, Volksschullehrer zu werden. Der örtliche Pfarrer Friedrich Möllenbeck erteilte ihm zudem Privatunterricht im Lateinischen. Parallel dazu wurde er in den Fächern der Präparandenanstalt unterrichtet.
Vom Herbst 1886 an besuchte Wagenfeld das Warendorfer Lehrerseminar, das er im August 1889 mit dem ersten Staatsexamen abschloss. Seine Lehrertätigkeit begann er danach in einer Bauerschaftsschule im Dorf Göttingen bei Liesborn im damaligen Kreis Beckum. 1891 wurde er nach Bockholt im Kreis Recklinghausen und 1896 nach Recklinghausen versetzt. Seit 1899 unterrichtete er an der Martinischule in Münster.
In dieser Zeit begann Wagenfeld, sich intensiv mit der Heimatpflege zu beschäftigen. Er war 1915 einer der Begründer des Westfälischen Heimatbunds (WHB), dessen kulturpolitische Ausrichtung im weiteren Verlauf „in erster Linie“ er bestimmte und theoretisch fundierte. Das geschah auf völkischer Grundlage. Mit Blick auf die Gründung des WHB hatte er bereits 1913 erklärt, die „Heimatfrage“ sei keine der Landschaft, des Hausbaus oder der Sprache, „sondern eine Rassenfrage, eine Stammesfrage“, weil die Gefahr bestehe, dass „das Slaventum und die Fremdlinge des Industriebezirks“ in „einer neuen Völkerwanderung … uns überrennen, unsere ganze völkische Art zugrunde richten“ würden. Daher müsse „jedem Volksgenossen das Heimat- und Stammesgefühl hinein gehämmert“ werden. Hier sah er die zentrale Aufgabe der westfälischen Heimatbewegung.
Während des Ersten Weltkriegs betätigte sich Wagenfeld, der nie selbst im Fronteinsatz war, umfangreich als Kriegspropagandist. Dieser Teil seiner Tätigkeit wurde in späteren Werkausgaben ausgeklammert, so dass er heute weitgehend unbekannt ist.
Von 1921 bis 1926 übernahm er auch die Geschäftsführung des Heimatbundes. Im Anschluss daran war er zunächst stellvertretender Vorsitzender und von 1933 bis 1934 Vorsitzender. 1919 übernahm er gemeinsam mit Friedrich Castelle die Redaktion des volkskundlichen Teils der Heimatblätter der Roten Erde. Als Castelle ausschied, hatte er die Redaktion bis zur Einstellung der Zeitschrift 1927 allein inne.
Um den Vereinsverpflichtungen und volkskundlichen Forschungen nachgehen zu können, hatte ihn der Kultusminister 1914 auf Antrag des „Verbandes deutscher Vereine für Volkskunde“ für die Sammlung westfälischer Volkslieder beurlaubt. Aufgrund des Kriegs trat er diese Tätigkeit aber erst 1919 an. Es folgte 1925 der einstweilige, 1932 dann der endgültige Ruhestand. In den letzten zehn Jahren seines Lebens war Wagenfeld von Krankheit geschwächt. Er starb am 19. Dezember 1939 in Münster.

## Verhältnis zum Nationalsozialismus
So wie Wagenfeld als „Triebkraft der westfälischen Heimatbewegung“ gilt, gilt er zugleich als Repräsentant fremdenfeindlicher und rassistischer Anschauungen, „die mit der nationalsozialistischen Ideologie übereinstimmten“. 1923 erklärte er in seiner Rede auf dem Westfalentag in Soest zur Migration in das Industriegebiet an Rhein und Ruhr, „gerade der Heimatgedanke“ sei „berufen …, den besten Schutzwall aufzurichten gegen das Vordringen einer volksfremden Kultur, die sich im Westen Deutschlands einnisten möchte.“ 1926/27 forderte er in einer Heimatpublikation „Rassereinheit“. Dem „Rassengemisch der Großstadt“ stellte er den „blonden Niederdeutschen“ entgegen. Er war ein Befürworter der Eugenik zum Schutz des „Stammes- und Blutserbes der Väter“ gegenüber „Fremdrassigen“. Die Gegner der Heimatbewegung und ihrer Ziele sah er teils in Angehörigen fremder Völker außerhalb der deutschen Grenzen, teils in „Fremdrassigen“ innerhalb der deutschen Grenzen, die „das deutsche Gastrecht mißbrauchen“ würden. Er drohte ihnen, wer die Heimat nicht ehre, der sei „ein Lump und des Glücks in der Heimat nicht wert“. Gegen diese Lumpen gebe es „nur Kampf, Kampf bis zum sieghaften Ende“. 1931 warnte er mit dem Ziel eines besseren „Heimatschutzes“ vor rassehygienischen Verfehlungen: „Eheschließungen mit ihren Blutmischungen verschiedener Stämme und Rassen“ würden „fortdauernd und nicht immer günstig die stammlichen Erbmassen (beeinflussen).“
Die Machtübernahme durch die Nationalsozialisten und ihre deutschnationalen Bündnispartner begrüßte er als Erfüllung der Ziele der Heimatbewegung. Noch vor dem Beginn der gegen „Konjunkturritter“ gerichteten mehrjährigen Eintrittssperre in die NSDAP gelang ihm Ende April 1933 die Aufnahme in die Partei, die ihn unter der Mitgliedsnummer 2.496.073 führte. Gegenüber einem nationalsozialistischen Freund begründete er seinen Eintritt damit, „die unbedingte Notwendigkeit“ erkannt zu haben, „unbedingt der N.S.D.A.P. bei[zu]treten“. Wer in ihm einen „Konjunkturjäger“ sehe, dem schlage er „in die Fresse“. Er hoffe, dass er „jetzt noch besser als früher Schulter an Schulter“ mit seinem Freund für die „deutsche Sache arbeiten“ könne. Später bekannte er, es müsse „der deutsche Mensch als Träger deutschen Wesens … Mittel und Endpunkt deutschen Heimatschutzes“ sein. „Deutscher Heimatschutz“ müsse „Volkssache“ werden, und bekundete: „Das neue Reich brachte meiner Forderung die Erfüllung.“
Als Vorsitzender des WHB gestaltete er den Westfalentag am 16./17. September 1933 zur NS-Propagandaschau. Das Ereignis war unter das Motto „Heimat und Reich“ gestellt, das für das Bündnis von Heimatbewegung und Nationalsozialismus stand. Dieses Bündnis befürwortete Wagenfeld. Er bedankte sich in seiner Rede beim „Führer“ und gelobte „westfälische Treue, ihm und seinem großen Werke ein frommes ‚Guod help!‘ ein hoffnungsreiches ‚Glückauf‘, ein mannhaftes ‚Sieg Heil!‘“ Der WHB wurde anlässlich des Westfalentages jedoch aufgelöst und in den Reichsbund Volkstum und Heimat (RVH) überführt. Dieser wiederum wurde Ende 1933 in das „Amt für Volkstum und Heimat“ der NSG Kraft durch Freude eingegliedert. Der Vorstand des WHB wurde abgelöst, Wagenfeld blieb aber Landschaftsführer und wurde am 29. März 1934 als „Fachreferent für westfälische Heimatfragen“ in die Reichsleitung des RVH berufen. Allerdings hinderte eine fortschreitende Krankheit Wagenfeld an der Weiterarbeit, so dass bereits am 21. April 1934 Landeshauptmann Karl-Friedrich Kolbow Wagenfelds Nachfolge als Landschaftsführer im RVH antrat.
Karl Ditt vom Institut für westfälische Regionalgeschichte des Landschaftsverbands Westfalen-Lippe (LWL) und Experte für Fragen der westfälischen Heimatbewegung sah ihn vor diesem Hintergrund als „Wegbereiter und Propagandisten des Nationalsozialismus“.
Der westfälische Autor und Publizist Rainer Schepper charakterisierte 1990 Wagenfelds Menschen- und Weltbild auf Basis wagenfeldscher Selbstaussagen so: „Neger, Kaffern und Hottentotten sind Halbtiere, Menschen in ‚Krüppel- und Idiotenanstalten‘, in Fürsorgeheimen und Strafanstalten sind körperlich und geistig Minderwertige. Es ist jenes Menschenbild, das der Nationalsozialismus zur Errichtung seiner Ideologie vom Herrenmenschen und Untermenschen, zum Erlass der Nürnberger Gesetze vom 16. September 1935, zur Euthanasie geistig und psychisch kranker Menschen, zum Kampf gegen alles ‚Artfremde‘, zum Krieg gegen ‚Frankreichs Haß‘ und ‚Polens Gier‘ benötigte und benutzte.“
Das Lexikon Westfälischer Autorinnen und Autoren der Literaturkommission des LWL schließt mit diesem Zitat seinen Wagenfeld-Artikel ab.

## Ehrung, Kritik und Rücknahme
- 1916: Preis der Johannes-Fastenrath-Stiftung
- 1924: John-Brinckman-Preis
- 1929: Ehrendoktorwürde der Universität Münster
- 1931: Ehrenmitgliedschaft im Heimatbund Niedersachsen
- 1933: Ehrengabe der Provinz Westfalen (Wohnhaus in der Görresstraße, Münster)
- 1939: Begründung der Karl-Wagenfeld-Stiftung durch die Stadt Soest[12]
- 1939: dritter Empfänger des alle zwei Jahre von 1935 bis 1943 vergebenen, mit 10.000 Reichsmark dotierten Westfälischen Literaturpreises nach Maria Kahle und Josefa Berens-Totenohl und vor Heinrich Luhmann und Christine Koch
- 1939: Ehrengabe des Führers Adolf Hitler in Höhe von 1.000 Reichsmark
- 1940 Umbenennung des Westfälischen Heimatpflegepreises der Stadt Soest in Karl-Wagenfeld-Preis[13]
- 1949: Karl-Wagenfeld-Gedächtnisfeier zum 80. Geburtstag
- 1951: Straßenbenennung in Münster
- 1954–1956: Herausgabe seiner zweibändigen Gesammelten Werke durch Friedrich Castelle
- 1967: Benennung einer Realschule in Münster nach Wagenfeld

Zahlreiche Straßen in westfälischen Städten erhielten den Namen Wagenfeld, was inzwischen aufgrund seiner Rolle als „aktive Stütze des NS-Regimes“ an vielen Orten auf Widerspruch stößt und zu Umbenennungen führte. Die Münsteraner Begründung kann als repräsentativ gelten, nach der „Wagenfeld sich aus voller Überzeugung, nicht aus opportunistischen Gründen, dem NS-Regime angedient hat. Auf seiner Arbeit vor 1933 konnte die nationalsozialistische Ideologie aufbauen.“

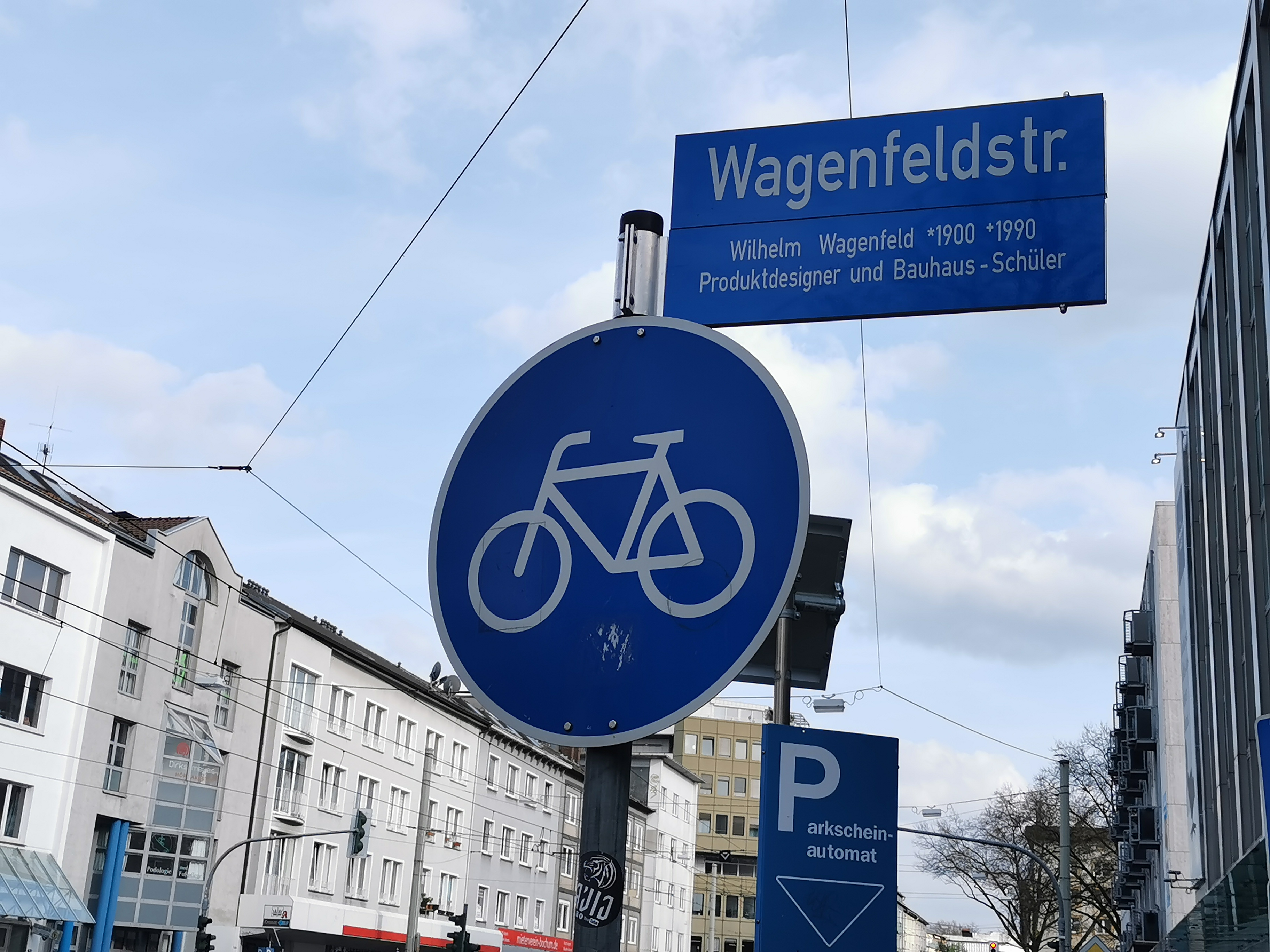
Umwidmung der Wagenfeldstraße von Karl nach Wilhelm Wagenfeld.

Inzwischen erfolgten Umbenennungen in folgenden Orten:
Arnsberg (2013),
Bochum (2022, neu Wilhelm Wagenfeld),
Burgsteinfurt (2012, neuer Namensgeber James Henry C. Lindesay),
Emsdetten (neu Wilhelm Wagenfeld),
Gelsenkirchen (2014, neu Hugo Vöge),
Ibbenbüren (neu Wilhelm Wagenfeld),
Laer (2012, neu Wilhelm Wagenfeld),
Lünen (2012, neu Ernesto Piepenbring),
Metelen (2012, neuer Name: Josefweg),
Münster (2012, neu Robert Blum),
Neuenkirchen (2011, neu Heinrich Heine),
Neuenkirchen-St. Arnold (2011, neu Erich Kästner),
Ochtrup (2012),
Ostbevern (2011, neu Bernhard Tüssing),
Paderborn-Elsen (2013, neuer Name: Lavendelweg),
Recklinghausen (2023, neu Agnes Neuhaus),
Rheine-Mesum (2012, neu Wolfgang Borchert),
Telgte (2012, neu Salomon Lefmann). und
Warstein (2012, neu Josefa Hoffmann).
In Ahlen hat die Diskussion eingesetzt, ist aber noch nicht abgeschlossen.
In Dortmund befürwortet das Stadtarchiv in einer Stellungnahme eine Umbenennung der Wagenfeldstraße.
Der Wagenfeld-Experte Karl Ditt sprach sich 2011 gegen Umbenennungen aus und riet stattdessen zur aufklärenden Ergänzung der Straßenschilder. In diesem Sinne entschieden sich die Kommunen in Drensteinfurt (2010) und Ahaus (2012)  sowie in Sendenhorst (2012), wo eine große Mehrheit aus den Vertretern von SPD, CDU und FDP im Stadtentwicklungsausschuss die Umbenennung nachdrücklich ablehnte. Gegen derartige Zusatzschilder lautete der Einwand in Neuenkirchen-St. Arnold „Dann müssen wir uns ständig fragen lassen, warum wir trotz dieses Wissens die Straßen nicht umbenennen.“
In Ochtrup machte die (in der anschließenden Abstimmung unterlegene) CDU-Fraktion den Vorschlag, den Namen beizubehalten, aber zusätzlich ein Schild mit QR-Code anzubringen, da sich jedermann so über die wagenfeldschen NS-Aktivitäten informieren könne. Abgelehnt wurde die Umbenennung der Karl-Wagenfeld-Straße ferner in Rheda-Wiedenbrück (2014). Stattdessen wurde das Straßenschild mit einer Hinweistafel versehen.
An der Karl-Wagenfeld-Realschule in Münster setzte 2011 eine Diskussion um den Namen ein, die 2013 mit dem Antrag der Schulkonferenz an den Rat endete, die Schule nach dem Gründer des Zoos in Münster, Hermann Landois, umzubenennen. Nachdem gegen Landois begründet Rassismus-Vorwürfe erhoben wurden, wurde die Diskussion schwierig. Zum 1. November 2015 wurde die Schule nach der deutschen Überlebenden des Holocaust und Zeitzeugin Erna de Vries in Erna-de-Vries-Realschule umbenannt.
Neben der in Münster nach Wagenfeld benannten Realschule gab es bis 2012 eine Grundschule dieses Namens in Arnsberg. Nach Beschluss des Stadtrates wurde sie 2012 in Graf-Gottfried-Schule umbenannt.
Auch in Bottrop/Westf. existierte eine Karl-Wagenfeld-Grundschule, sie ist inzwischen in Astrid-Lindgren-Grundschule umbenannt worden.

## Schriften

### Belletristik
Zum Werk Wagenfelds gehören zahlreiche Dramen – vornehmlich für die Bauernbühne (bekannt sind noch heute z. B. Daud un Düwel und De Antichrist) – Versdichtungen und Erzählungen. Letztere haben Kindheitserinnerungen und Naturschilderungen zum Thema, aber auch volkstümliche Geschichten aus dem Münsterland wie Visionen von überirdischen Mächten (z. B. in De Vuegelfrauenversammlunk oder Janns Bauhnenkamps Höllenfahrt) sind Gegenstand seiner Prosawerke.
Von einem Teil der zeitgenössischen Literaturexperten wurde Wagenfeld hoch geschätzt und mit Attributen belegt wie „einer der besten niederdeutschen Poeten“ (1913) oder einer der „bedeutendsten neuplattdeutschen Dichter. Dramatiker und Epiker“ und „Meister der kurzen Erzählung in westfälischem Platt“ (1920). In der Laudatio anlässlich der Verleihung des John-Brinckman-Preises (1924) hieß es, er stehe „so hoch un grot dor, dat hem upstunns keen anner plattdütsch Dichter Gegenstand leisten“ könne. Der 1933 an der Bücherverbrennung beteiligte Germanist Wolfgang Stammler bezeichnete ihn 1920 in seiner Geschichte der niederdeutschen Literatur von den ältesten Zeiten bis auf die Gegenwart als „bedeutendste[n] von allen lebenden niederdeutschen Dichtern“.
Andere, auch ideologisch nahestehende Literaturwissenschaftler blieben zurückhaltender. Die in zahlreichen Auflagen erschienene Geschichte der deutschen Literatur von Adolf Bartels auf dem Stand von 1928 erwähnt Wagenfeld nach dessen literarischen Erfolgen doch nur kurz als einen von zahlreichen anderen plattdeutschen Autoren.
Die positiven Bewertungen der ersten Hälfte des 20. Jahrhunderts werden heute nicht mehr vertreten. Das zur Zeit zwölfbändige Killy-Literaturlexikon nennt ihn nicht. In der regionalen Literaturgeschichte wird er als ein literarischer „Wegbereiter des Nationalsozialismus“ bezeichnet, der bereits in seinen Gedichten zum Ersten Weltkrieg als Propagandist aufgetreten und dessen „Sarkasmus“ sich bereits damals „auch gegen die Juden“ gerichtet habe (2009). Das Portal Westfälische Geschichte des Landschaftsverbands Westfalen-Lippe stellt kurz und knapp fest: „westfälischer Mundartschriftsteller mit nationalistisch-rassistischer Grundhaltung“.

### Heimatforschung
Wagenfeld beschäftigte sich mit der Überlieferung von Bräuchen und Tänzen aus dem münsterländischen Volksleben, insbesondere von Liedern, die zu Bauernhochzeiten und Schützenfesten gesungen wurden. Althergebrachte Sprichwörter, Redensarten, Kinderverse und -lieder, Glaube und Aberglaube im Münsterland, Namens- und Begriffsforschung waren weitere Themen.

## Werke
- Daud un Düwel. 3. Aufl. Hermes, Hamburg 1919. (Digitalisat)

## Hörspiele
- 1925: Hatt giegen Hatt. Niederdeutsches Bauerndrama in 3 Aufzügen – Regie: Hans Böttcher
- 1926: Hatt giegen Hatt – Regie und Sprecher: Wilhelm Wahl
- 1927: Dat Gewitter. Ein westfälisches Bauerndrama in einem Akt – Regie: Wilhelm Wahl
- 1927: Hatt giegen Hatt – Regie: Wilhelm Wahl
- 1927: Luzifer. Niederdeutsches Mysterienspiel in drei Aufzügen und einem Nachspiel (auch Sprecher, Rolle: Luzifer) – Regie und Sprecher: Wilhelm Wahl
- 1950: Hatt giegen hatt – Bearbeitung und Regie: Wilhelm Wahl
- 1950: Dat Gewitter – Regie: Wilhelm Wahl (2 Produktionen)
- 1951: Dat Gaap-Pulver – Bearbeitung und Regie: Wilhelm Wahl
- 1951: De Antichrist. Ein niederdeutsches Mysterienspiel – Bearbeitung, Regie und Sprecher: Wilhelm Wahl
- 1951: Dat Gewitter – Bearbeitung und Regie: Walter A. Kreye
- 1953: De Vuogelfrauen-Versammlung – Regie: Wilhelm Wahl
- 1952: Jans Baunenkamp sien Höllenfahrt. Ein herz- und nahrhaftes Hörspiel – Regie: Wilhelm Wahl
- 1952: Usse Vader – Regie: Wilhelm Wahl
- 1954: Dat Japp-Pulver. Eine menschliche Komödie, die unter Tieren spielt – Regie: Eberhard Freudenberg
- 1955: Luzifer. Ein dramatisches Sinnspiel – Bearbeitung und Regie: Eberhard Freudenberg
- 1961: De Seelenwanderung – Regie: Wolfram Rosemann
- 1964: De Seelenwanderung – Regie: Günther Siegmund
- 1965: Daud un Düwel – Regie: Wolfram Rosemann